# Der große Andere
Der große Andere ist ein Begriff der Lacan'schen Psychoanalyse. Der große Andere („A“) ist im Unterschied zum „kleinen anderen“ (Objekt klein a) ein Konzept der Alterität und Andersheit. Der große Andere ist das Andere des Subjekts, das Nicht-Ich, das dieses Subjekt jedoch immer schon strukturiert und ausrichtet. So muss „der Andere als der Ort [verstanden werden], an dem das Ich, das spricht, sich konstituiert.“ (Lacan: Seminar III, S. 322)

## Sprache
Der große Andere ist die symbolische Ordnung der Sprache, die das Subjekt benutzt, um selbst sprechen zu können und von der es sich seine Stimme leiht. „Was jedes Subjekt zuerst in seinem Leben antrifft, sind Signifikanten.“ (Peter Widmer, Subversion des Begehrens S. 43) Das Modell, das hinter dieser Konzeption von Sprache steht, ist die strukturalistische Zeichentheorie Ferdinand de Saussures mit ihren Begriffen Signifikant und Signifikat.

## Familie und Gesellschaft
Die erste Verkörperung des großen Anderen ist die Hauptbezugsperson des Kindes (oft als "Mutter" renaturalisiert); sie ist ein „großer anderer Wille“, der spricht und der das Kind in die Ordnung der Sprache und des Sozialen einführt. Noch mehr gilt dies für den Vater, der im Ödipuskomplex die verbietende Rolle des Gesetzes einnimmt (Inzesttabu, Kastrationsdrohung), das Kind aus dem ödipalen Begehren herausdrängt und zur außerfamiliären, sozialen Welt hin orientiert. In der Gesellschaft gilt das Gesetz des Symbolischen, d. h. das Gesetz der Sprache, der sozialen Normen und des ökonomischen Tauschs (vgl. auch Reziprozität, Gabentausch). Der große Andere ist in diesem Sinne gleichzusetzen mit der Ordnung der Sprache, des Diskurses, der staatlichen Herrschaft und der Ökonomie sowie dem „Gesetz des Vaters“ („Name-des-Vaters“). Sie bilden gleichermaßen eine symbolische Herrschaftsordnung, die das Subjekt unterwirft (sub-jectum = Unterworfenes) und strukturiert.

## Religion
Eine weitere Bedeutung des Begriffs des „großen Anderen“ bei Lacan ist, dass dieser Andere nicht nur das Symbolische selbst ist, sondern zugleich ein Ort, der dieses Symbolische erst legitimiert. Er ist in diesem Sinne ein „Herrensignifikant“, d. h. ein übergeordneter Signifikant, der am Ende jeder Signifikantenkette steht und der diese erst organisiert und strukturiert. Als Herrensignifikant existiert der große Andere nur als sein eigener Effekt, indem er das Symbolische strukturiert innerhalb eines Feldes, in dem er selbst nicht beinhaltet ist, als dessen Garant und Sinnstiftung er jedoch funktioniert (die klassische Form eines großen Anderen ist Gott.)

## Der Mangel im großen Anderen
Wie jedes Subjekt hat auch der große Andere einen Mangel, ist unvollständig: „Der Sinn erweckt den Anschein, als gehörten Signifikanten und Signifikat zusammen. Es bleibt aber ein Rest, der sich dem Sinn entzieht. Diese fehlende vollständige Zuordnung ermöglicht das Gleiten der Signifikate unter den Signifikanten, was zu der Feststellung führt, daß der Sinn nie erschöpft, nie vollkommen ist. Darum ist eine Rede, eine Schrift nie für immer abgeschlossen. Darin zeigt sich ein grundsätzlicher Mangel.“ (Widmer, Subversion des Begehrens, S. 47)
Die symbolische Ordnung kann nicht „das Reale“ als solches symbolisieren, obwohl gerade das Reale der Ort ist, auf den die Signifikanten verweisen. Die symbolische Ordnung ist deshalb immer unvollständig, löchrig, mit sich selber nicht-identisch, und deshalb gebarrt/durchgestrichen. Lacans Mathem für diese Unvollständigkeit des großen Anderen ist S (A).
„Der große Andere existiert nicht“ bedeutet in diesem Sinne, dass der große Andere nicht im Realen existiert, sondern nur in unserer phantasmatischen Vorstellung. Das Phantasma stellt einen Versuch dar, den Mangel des großen Anderen aufzufüllen. Der große Andere ist insofern wesentlich ideologisch. Lacan sieht auch das religiöse Opfer als Garant dafür, dass es überhaupt einen Anderen gibt, der das Opfergeschenk annimmt; das Opfer erfüllt also nicht den Zweck, etwas im Tausch zu bekommen, sondern dient vielmehr dazu, den Schein der Omnipotenz des großen Anderen aufrechtzuerhalten.

## Der große Andere in der Postmoderne
Slavoj Žižek beschreibt den großen Anderen als „symbolische Substanz“ unseres Lebens, das etwa durch soziale Normen und Klischees die ungeschriebenen Regeln konstituiert, die effektiv unser Leben und Sprechen regulieren. In Zeiten der Postmoderne und Post-Politik sei jedoch das allgemeine Vertrauen in die Legitimität des großen Anderen unterminiert. Die traditionellen Sicherheiten und Regeln, die die Gemeinschaft und das Individuum strukturierten, werden nicht mehr als allgemein gültig angesehen, sondern werden zum Gegenstand von Reflexion und freier Entscheidung und Wahl (vgl. Individualisierung). Doch woher weiß man, was man wirklich will? Das Begehren ist, so Lacan, immer das Begehren des (großen) Anderen, d. h., es gehört nicht mir selbst. Vielmehr ist es sowohl das Begehren des Anderen (im Sinne von: ich begehre jemand Anderen), als auch das Begehren des Anderen: Ich will wissen, was der Andere an mir begehrt. Eine, so Žižek, paradoxe Situation.